# Стефан Богомилов
Стефан Богомилов Атанасов (роден на 11 април 1945 г.), наричан по прякор Чечи, е бивш български футболист, нападател. Клубна легенда на Черно море (Варна), където играе между 1962 г. и 1976 г. Богомилов е №1 във вечната ранглиста на клуба по голове в А група. За 14 сезона бележи общо 162 попадения в елитното първенство.

## Кариера като футболист

### На клубно ниво
Богомилов преминава през всички формации в школата на Черно море. Дебютира за мъжкия отбор под ръководството на треньора Манол Манолов в градското дерби срещу Спартак на 21 октомври 1962 г., когато влиза като резерва в 58-ата минута. Постепенно се налага като титуляр в лявата зона на нападението, отличавайки се със сила на удара и точност при центриранията с левия крак, както и със забележителните си умения при играта с глава. Първоначално играе с №10 на гърба в нападението на моряците, заедно с Георги Димитров - Червения (№9) и брат му Никола Димитров (№11). След напускането на Никола облича фланелката с №11 и я носи до края на кариерата си. Първият си гол отбелязва с пета на 24 март 1963 г. във Варна срещу Димитровград.
Играе за Черно море от 1962 до 1976 г. Рекордьор по отбелязани голове в историята на клуба. Има 346 мача и 162 гола в А група (на 8-о място сред голмайсторите). В два мача е вкарал по 4 гола, на 11 септември 1966 г. срещу Добруджа (6:2) и срещу Марек на 22 август 1971 г. (5:1). Има и три хеттрика в кариерата си. Печели приза „Футболист на Варна“ за 1975 г. Общо 44 от 162-та му гола за Черно море са отбелязани с глава. Щатен изпълнител на наказателни удари. Има 27 попадения от бялата точка, като е пропускал само един път в А група срещу Ботев (Враца) и един път в приятелски мач срещу Ковънтри Сити на „Хайфийлд роуд“ (1:1 на 10 август 1966 г.).
Богомилов отбива военната си служба като матрос във ВМФ и играе в злополучния мач, когато Черно море неочаквано побеждава ЦСКА в София с 2:1. В резултат отборът е отчислен от Министерството на отбраната, а футболистите с офицерски чинове, които остават да играят, са разжалвани и уволнени. Богомилов е отчислен от флота и зачислен към Строителни войски, към които по това време се води Славия. Получава бърза заповед да се яви да отбива службата си, играейки за „белите“, но за една седмица проблемът е решен със съдействието на отговорни личности и се завръща в родния си град. Още един опит на софийски отбор да го привлече в редиците си завършва с неуспех през 1968 г., когато Богомилов е привикан в Левски като възможен заместник на контузения по това време Георги Аспарухов. Само след седмица доброволно се прибира във Варна, отказвайки предложените му привилегии от софийския клуб.
В последния си сезон за Черно море през 1975/76 Богомилов е измъчван от контузии и пропуска голяма част от мачовете. Отбелязва последният си гол за клуба на 17 април 1976 г. срещу Дунав (Русе) (4:2). В края на сезона отборът изпада в Б група, с което на практика приключва състезателната му кариера.
През лятото на 1976 г. Богомилов преминава за няколко месеца във Ватев (Белослав), който по това време участва в Северната Б група. В началото на 1977 г. слага край на кариерата си.

### Национален отбор
Богомилов дебютира за младежкия национален отбор на 5 септември 1965 г. във Франкфурт на Одер срещу ГДР. През 1973 г. е включен в разширения състав на А отбора, като взема участие в подготовката за Световното първенство в ГФР'74. Пътува с отбора на турне в Австралия и Океания, където играе в 5 мача. Отбелязва първият гол във вратата на Австралия в Аделаида (1:3) на 16 февруари 1973 г., след като дебютира с националната фланелка 12 дни по-рано в Джакарта срещу Индонезия (0:4).

## Кариера като треньор
В различни периоди Богомилов е бил треньор на Лудогорец, Девня, Белослав и Дулово във В група. През 1992 г. приема предложението на втородивизионния либийски Джазира (Зоара) да води отбора за един сезон. Именно там постига най-големия си треньорски успех, печелейки Купата на Либия с отбора.
През следващия сезон Богомилов се завръща във Варна и започва работа в ДЮШ на Черно море. Клубът е спечелил промоция в А група предната година, но е изпаднал в дълбока финансова криза. Старши треньорът Божил Колев напуска през зимната пауза на 1994 г. и Богомилов поема отбора през пролетния полусезон. В отчаян опит да спаси „моряците“ от изпадане, той назначава ветерана Тодор Марев като играещ помощник-треньор и привлича завърналият се от Португалия нападател Никола Спасов. Въпреки всичко, Черно море изпада отново в Б група и кризата се задълбочава. Богомилов се завръща на работа в ДЮШ на клуба, където остава до 2002 г.